# Telemannglocke

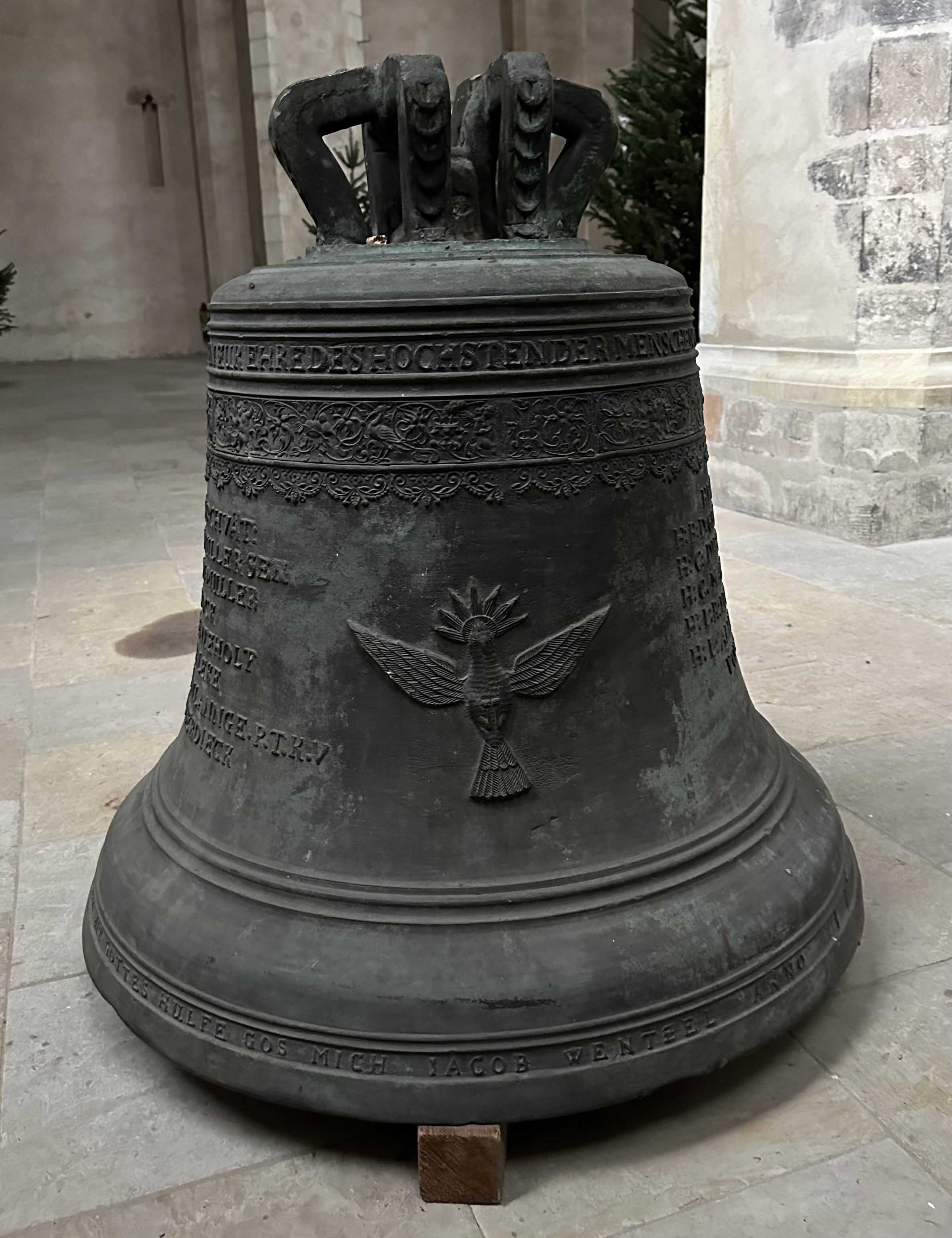
Telemannglocke, 2023

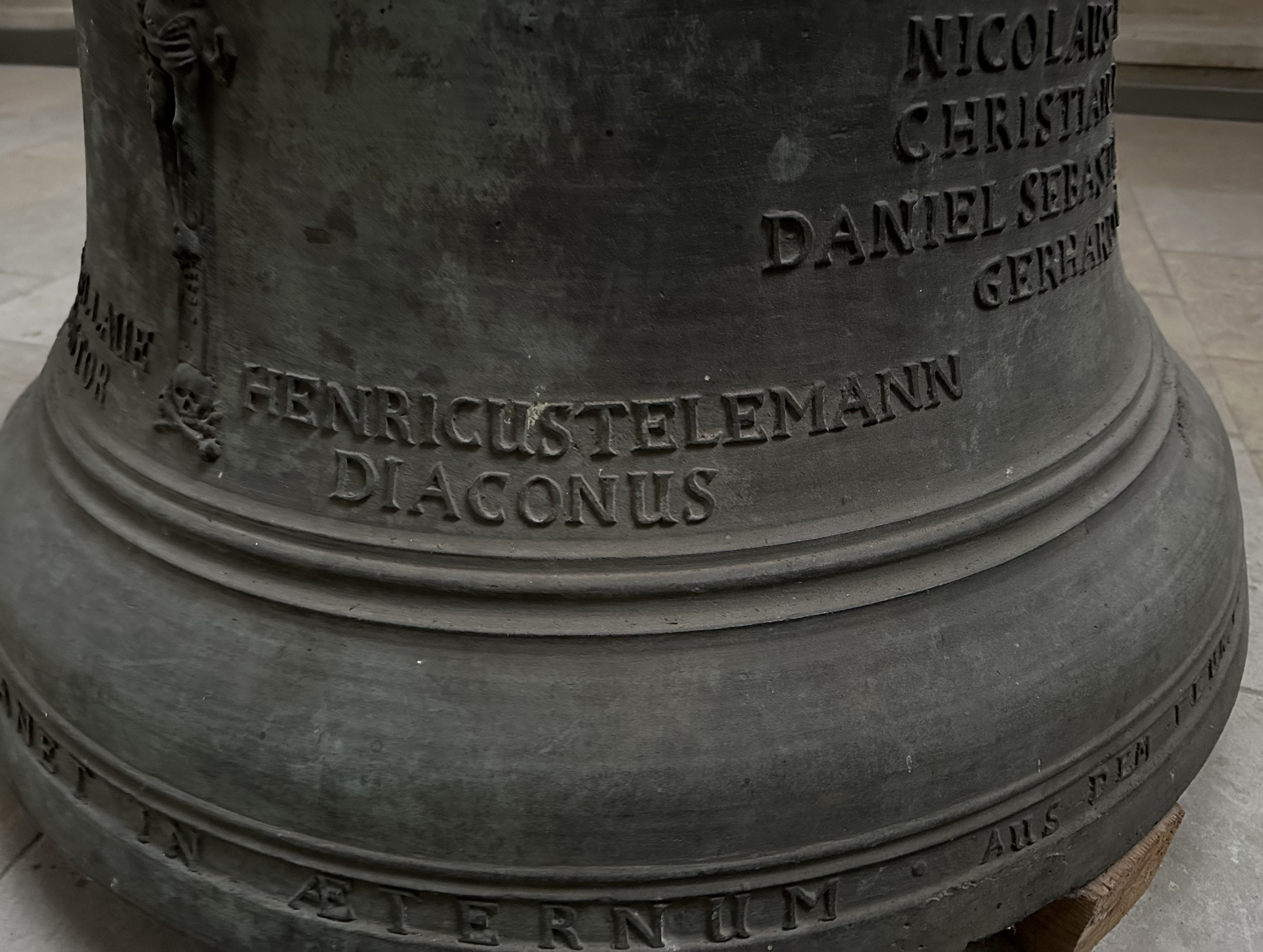
Telemanninschrift

Die Telemannglocke ist eine aus Bronze gegossene Kirchenglocke. Sie befand sich ursprünglich in der Heilig-Geist-Kirche in Magdeburg und befindet sich derzeit in der Wallonerkirche.

## Geschichte
Die Glocke wurde 1683 vom Magdeburger Glockengießer Jacob Wentzel, vermutlich in seiner Gießhütte in der Magdeburger Dreienbrezelstraße, für die Heilig-Geist-Kirche gegossen. Auf der Glocke sind die damaligen Kirchenväter der Heilig-Geist-Kirche inschriftlich aufgeführt, darunter auch der Diakon Heinrich Telemann (Diaconus Henricus Telemann). Er ist der Vater des bekannten Komponisten Georg Philipp Telemann (1681–1767). Auf diese Inschrift geht der gebräuchliche Name der Glocke zurück. Mit Daniel Sebastian Lange ist auch einer der Taufpaten Telemanns auf der Glocke erwähnt. Außerdem ist Dietrich Nolte genannt, Ehemann einer Taufpatin Telemanns.
In der 1917 von Stadtarchivar Ernst Neubauer angefertigten Liste Magdeburger Glocken, ist die Glocke unter der Nummer 21 als eine von drei Glocken der Heiliggeistkirche angeführt.
Während des Zweiten Weltkriegs war eine Einschmelzung der Glocke für Rüstungszwecke vorgesehen. Die Telemannglocke wurde daher 1943 zum Glockenfriedhof Hamburg-Veddel abtransportiert. Zu einer Einschmelzung kam es jedoch nicht. Da die Glocke gesprungen war, gelangte sie 1951 zunächst in die Glockengießerei Schilling nach Apolda. Der Sprung wurde dort zwar geschweißt, die ursprüngliche Klangqualität konnte jedoch nicht wieder hergestellt werden. Ende Mai 1959 wurde die Heilig-Geist-Kirche gesprengt, so dass eine Rückkehr der Glocke an ihren angestammten Platz auch nicht mehr möglich war. 1983 gelangte sie jedoch zurück nach Magdeburg, wo sie in der Wallonerkirche ausgestellt ist. Sie ist Eigentum der evangelischen Altstadtgemeinde.

## Gestaltung
Die Glocke wiegt 595 Kilogramm und hat einen Durchmesser von 99 Zentimetern. Andere Angaben nennen 586 Kilogramm und 98 Zentimeter.
Am oberen Rand läuft die Inschrift um:
Auf der Glockenwand findet sich die Inschrift:
und
Links am unteren Ende einer Darstellung von Christus am Kreuz befindet sich die Inschrift:
Rechts davon die namengebende Inschrift:
Als weitere Verzierung befindet sich auf der Glocke das Abbild einer den Heiligen Geist darstellenden Taube. Am unteren Glockenrand befindet sich die Umschrift:
Der lateinische Text bedeutet im Deutschen: Das Wort des Herrn bleibt in Ewigkeit.